# Minas Morgul
Pour les articles homonymes, voir Minas Morgul (homonymie).
Ne doit pas être confondu avec Minas Tirith.

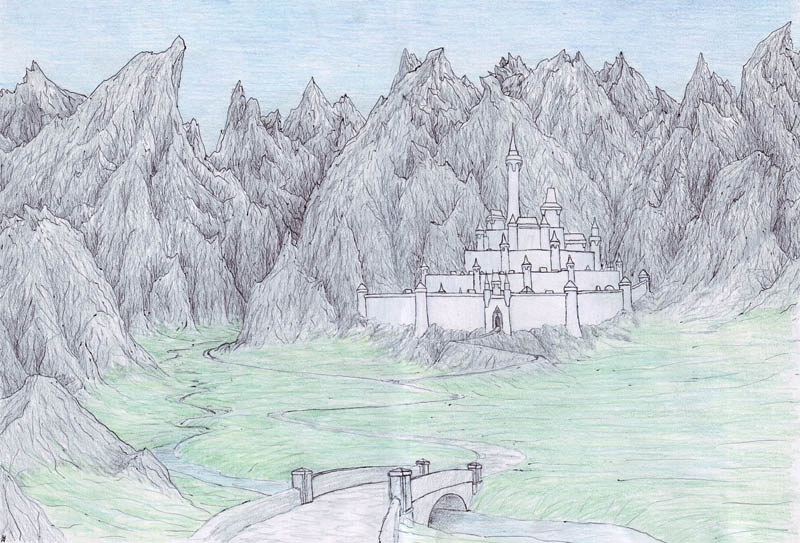
Vision d'artiste de Minas Ithil, vue par Matěj Čadil.

Minas Morgul (la « Tour de la Sorcellerie » en sindarin), anciennement Minas Ithil (la « Tour de la Lune »), est une cité imaginaire de la Terre du Milieu issue du légendaire de l'écrivain britannique J. R. R. Tolkien, apparaissant dans le roman Le Seigneur des anneaux.

## Historique

### Pendant le Second Âge
Après la destruction de Númenor, Isildur et Anárion, les fils d'Elendil, arrivèrent au Gondor. Isildur construisit Minas Ithil dans son fief d'Ithilien, près de la frontière montagneuse du Mordor, tandis qu'Anárion construisait Minas Anor à l'ouest de l'Anduin. Les frères avaient leur trône côte à côte à Osgiliath, sur l'Anduin. Isildur planta un jeune plant de l'Arbre blanc Nimloth à l'extérieur de sa maison à Minas Ithil. Un des sept palantíri était gardé dans la tour. Les murs de marbre blanc de la ville étaient destinés à attraper et à refléter la lumière de la lune. La nuit, la cité brillait d'une pâle luminescence argentée.
Lorsque Sauron revint après la destruction de Númenor, il attaqua les exilés de Númenor, et ses armées prirent Minas Ithil par la force en l'an 3429 du Second Âge. L'Arbre blanc fut brûlé. Isildur réussit à s'échapper avec sa famille en descendant l'Anduin, emportant avec lui un jeune plant de l'Arbre blanc et recherchant son père Elendil. La cité fut plus tard reprise et Isildur, Anárion et Elendil assaillirent le Mordor.
Quand la Dernière Alliance des Elfes et des Hommes vainquit Sauron en l'an 3441 du Second Âge, Minas Ithil redevint une cité et prospéra de nombreuses années, bien qu'elle fût désormais sous les ordres du fils d'Anárion Meneldil, car Isildur comptait prendre le commandement du royaume de son père, l'Arnor. Isildur planta le jeune Arbre blanc à Minas Anor en souvenir d'Anárion, qui avait été tué durant la guerre.

### Pendant le Troisième Âge
Minas Ithil souffrit beaucoup de la Grande Peste en l'an 1636 du Troisième Âge. Sa population et sa garnison furent diminuées et la surveillance envers le Mordor se relâcha. En l'an 1980 T. Â., les Nazgûl retournèrent au Mordor, après la défaite du Roi-Sorcier d'Angmar face à une coalition d'elfes, de Dúnedain et d'hommes du Gondor, sous le commandement du Prince Eärnur.
Pour préparer le retour de leur maître, les Esprits Servants de l'Anneau assiégèrent Minas Ithil en 2000 et prirent la cité deux ans plus tard. Minas Ithil fut alors occupée par de cruelles créatures et ses murs recouverts de menaçantes fortifications. Le palantír gardé dans la tour fut capturé et installé plus tard à Barad-dûr. La cité devint un lieu craint et maudit. La ville changea de nom pour devenir Minas Morgul, la Tour de la Magie Noire. La vallée dans laquelle elle se trouvait devint la vallée de Morgul. En réponse, Minas Anor fut rebaptisée Minas Tirith, « la Tour de Garde », pour rappeler l'éternelle vigilance du Gondor envers la menace du Roi-sorcier.
Après qu'Eärnur fut couronné roi du Gondor en 2043, le Roi-sorcier, Seigneur des Nazgûl, le défia en combat singulier pour conclure un duel disputé entre eux à la bataille de Fornost. En 2050, Eärnur accepta un second défi. Il partit avec des chevaliers à Minas Morgul et il ne revint jamais. Comme il n'avait pas d'héritier et qu'il n'était pas officiellement déclaré mort, la lignée des Intendants du Gondor dirigea le Royaume à sa place jusqu'au retour d'un héritier d'Isildur. Le premier fut le propre intendant d'Eärnur, Mardil.

### La cité des Nazgûl

L'emblème de Minas Morgul : « une Lune défigurée par une horrible tête de mort. »

Soumise aux Esprits Servants de l'Anneau, Minas Ithil fut dénaturée en une horrible version corrompue de son ancienne beauté. Sa porte était décrite comme une bouche énorme. Le plus haut sommet de la tour tournait lentement, montrant à chaque tour une tête au regard mauvais. Le marbre des murs de Morgul ne brillait plus avec le reflet de la lune, mais de la cité émanait une pâle et effrayante luminescence, que Tolkien décrivait comme une « lumière cadavérique qui n'illuminait rien ». Là où Minas Ithil était une cité agitée et bruyante comme Minas Anor, Minas Morgul était aussi silencieuse qu'une tombe. Les murs et la tour de Minas Morgul avaient beaucoup de fenêtres, mais elles n'étaient pas éclairées et ne révélaient rien des horreurs à l'intérieur. La magie noire qui imprégnait la vallée de Morgul était si forte qu'elle pouvait rendre fous les hommes qui s'approchaient de trop près. Un pont blanc traversait la Vallée de Morgul jusqu'à la porte de la cité sur son mur septentrional, et à chaque extrémité du pont se trouvaient de hideuses statues d'hommes et d'animaux tordus. De chaque côté de la vallée se trouvaient des champs de fleurs ternes qui dégageaient une odeur de putréfaction.
Quand Frodon Sacquet, Sam Gamegie, et Gollum passèrent à proximité de la cité en se rendant à Cirith Ungol, l'Anneau unique réussit presque à contraindre Frodon à aller vers les portes de la cité. Puis après avoir grimpé les escaliers de Cirith Ungol, Sam et Frodon virent un éclair rouge, provenant de Barad-dûr, qui signalait le début de l'assaut vers Minas Tirith. Tout de suite après, une lumière similaire de couleur bleue fut émise de la tour de Minas Morgul : son armée, conduite par le chef des Nazgûls, partait en guerre contre le Gondor.

### Pendant la guerre de l'Anneau et le Quatrième Âge
Durant la guerre de l'Anneau, Minas Morgul était la base d'opérations du Roi-Sorcier d'Angmar, et abritait la plus grande des garnisons et des armées de Sauron. L'armée d'orques et de trolls qui attaquèrent Osgiliath et Minas Tirith provenaient de Minas Morgul.
Quand les Armées de l'Ouest partirent pour le Mordor pour leur dernier combat au Morannon (la Porte Noire), elles détruisirent en chemin le pont conduisant à la Vallée de Morgul et brulèrent ses champs. Les forces d'Aragorn ne rencontrèrent aucune opposition de la part de la Tour, car les garnisons de la cité avaient été tuées à la bataille des Champs du Pelennor[réf. nécessaire].
Après la guerre de l'Anneau, quand Aragorn fut sacré en tant que Roi Elessar, il nomma Faramir prince d'Ithilien. Faramir élut domicile à Emyn Arnen, au sud-est de Minas Tirith. Lors de son couronnement, le Roi Elessar décréta également que Minas Ithil serait détruite et laissée vide durant sept ans. Même après ces années, aucun homme n'osa s'y installer. On ne sait pas si Minas Ithil fut reconstruite. La majorité de la population d'Ithilien vivait à Emyn Arnen.